# Texarkana Gazette

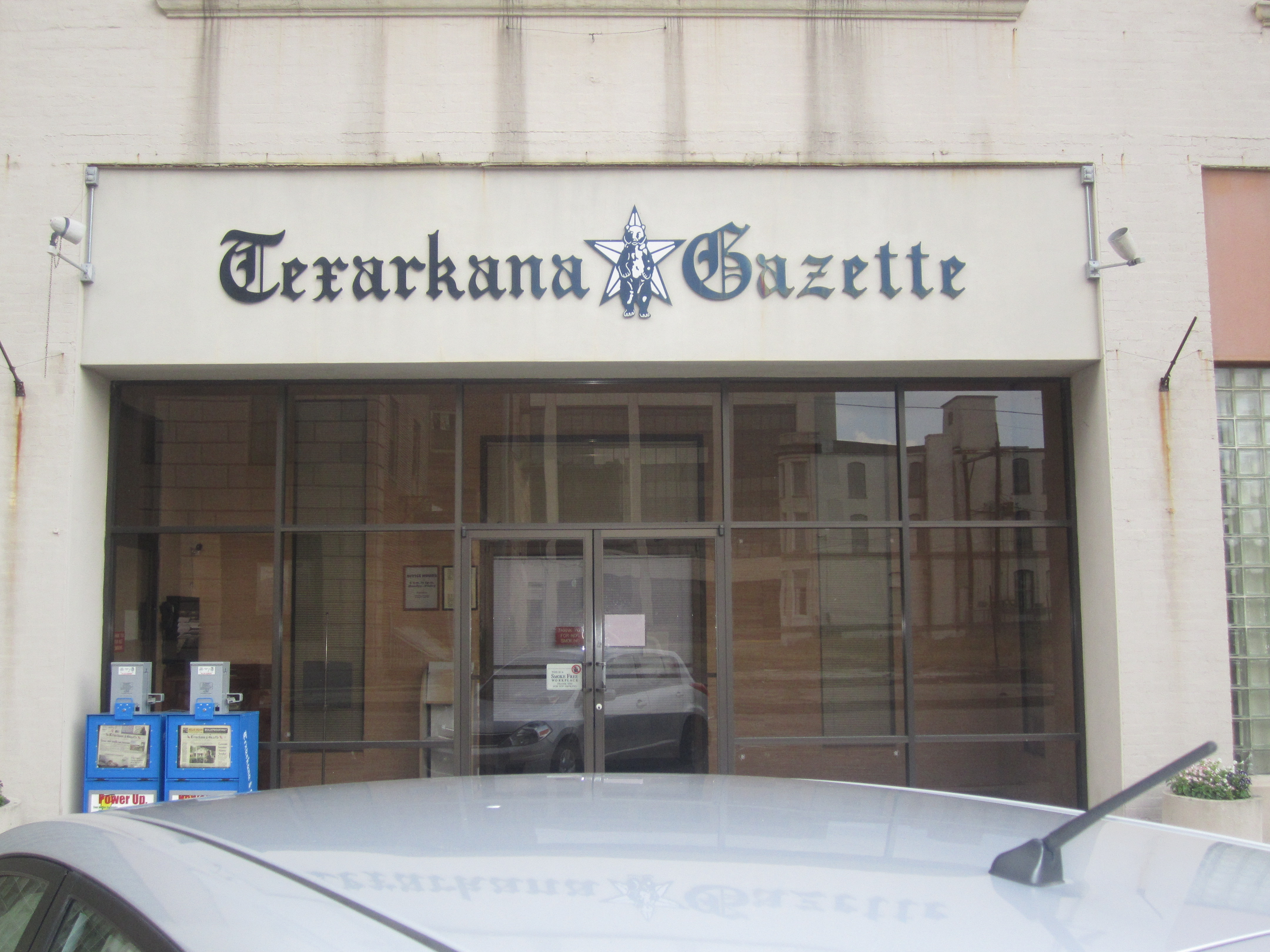
La sede del Texarkana Gazette a Texarkana, Texas

Il Texarkana Gazette è un periodico fondato nel 1875 e tuttora di proprietà della WEHCO Media, Inc.. Copre un'area di nove regioni circondanti Texarkana.

## Storia
Il giornale venne acquisito attraverso il consolidamento di numerosi giornali nel 1933 con gli sforzi dell'uomo d'affari nativo dell'Iowa Clyde E. Palmer. Questi istituì una catena di giornali e stazioni radio che raggiunse Hot Springs, Camden, Magnolia e Stuttgart in Arkansas. Nel 1952, acquistò la stazione televisiva KCMC, che divenne KTAL-TV nel 1961. Serve sia Texarkana che Shreveport in Louisiana. Attraverso una riorganizzazione nel 1968,  The Camden News  di Camden, tecnicamente divenne la società madre per i giornali di Palmer, tra cui il  Texarkana Gazette.
Il Texarkana Gazette di Palmer circola ancora nelle contee di Bowie, Red River, Morris, Marion, Titus e Cass in Texas e nelle contee di Miller, Little River, Hempstead, Nevada, Howard, Sevier, Pike e Columbia in Arkansas. I giornali vengono anche consegnati nella Contea di McCurtain nel lato sud-orientale di Oklahoma e nel nord della Parrocchia di Caddo in Louisiana.

## Controversia
Nel settembre 2013, il giornale e il capo redattore Les Minor suscitarono polemiche quando rifiutarono di pubblicare l'annuncio del matrimonio di una coppia gay. Minor disse: «Il  Texarkana Gazette  pubblica annunci di matrimonio, fidanzamento e anniversario relativi a matrimoni o matrimoni imminenti che sono riconosciuti dagli stati in cui circola».